# Lago Miedwie
Il lago Miedwie è un lago della Polonia.